# Sporophile à col blanc
Sporophila torqueola
Espèce
Statut de conservation UICN

 LC  : Préoccupation mineure
Le Sporophile à col blanc (Sporophila torqueola) est une espèce de passereau appartenant à la famille des Thraupidae.

## Répartition

## Habitat
Il habite les zones de broussailles, les savanes et les prairies tropicales et subtropicales mais on peut le trouver aussi dans les champs et les forêts primaires fortement dégradées.